# Корабель 4 рангу (вітрильний)

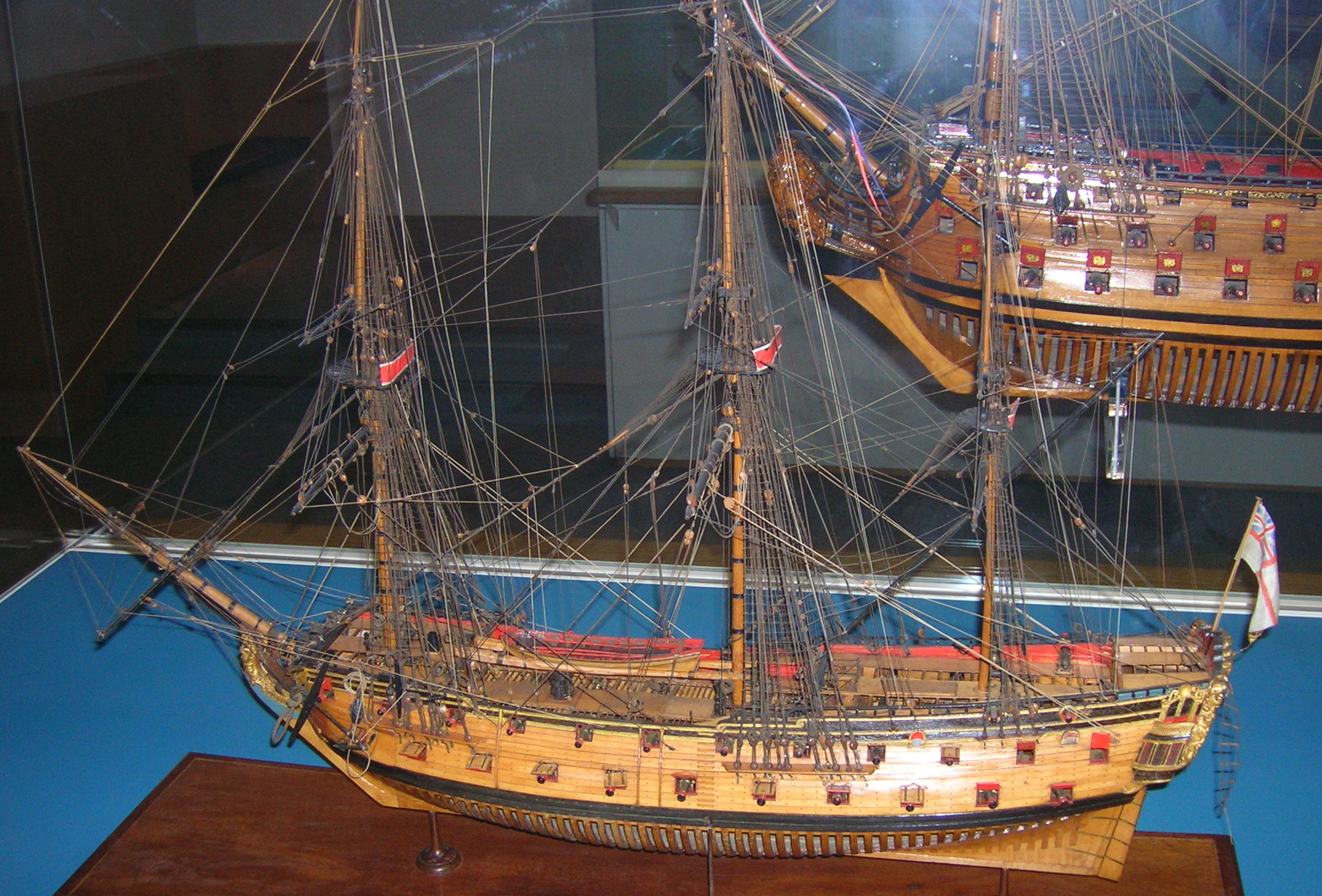
Модель англійської 50-54 гарматного корабля (приблизно 1710)

Корабля 4 рангу (вітрильний) — дводековий лінійний корабель з числом гармат від 44 до 60. У британській системі рангів називався англ. Fourth Rate.

## Початок (XVIIст.)
До «четвертого рангу», починаючи з 1610-х років, в Англії стали відносити кораблі, що до цього називалися англ. Small ship. Приблизно з цього часу замість назв рангів стали давати номери. Назва («малий корабель») говорить саме за себе: це були всі королівські кораблі, які не заслужили назву великих і середніх. Четвертий ранг на той момент був останнім. У нього потрапляли зазвичай кораблі, нездатні до бою у складі ескадри, і тому використовувалися для розвідки, патрульної і посильной служби, інших цілей. Число гармат змінювалося від 12 до 42, але не обов'язково визначало ранг — при цьому могли керуватися розмірами, або чисельністю команди.
До середини XVII століття до 4 рангу стали відносити найменші з лінійних кораблів. Вони повинні були мати хоча б дві батарейні палуби. Були введені 5 та 6 ранги, і кораблі, які не включалися в лінію, перейшли в них. Формальна система рангів 1677 року закріпила ці ознаки. До цього часу кораблі 4 рангу мали по 38-56 гармат.

## Вік вітрила (1756—1815)
На рубежі XVIII-XIX століть до 4 рангу відносилися два типи: 44-гарматний і 50-гарматний дводекові кораблі. Після Семирічної війни Франція, а потім Англія усвідомили, що ці типи вже не можуть битися в лінії з новими кораблями. Тому їх перестали називати лінійними. Замість цього говорили «корабель 4 рангу», або, скажімо, «44-гарматний дводековий корабель», або просто «44-гарматний корабель».

### 44-гарматний дводековий корабель[1]
| Рік  | У ладу | В ремонті або в резерві |
| ---- | ------ | ----------------------- |
| 1793 | 7      | -                       |
| 1797 | 5      | -                       |
| 1801 | 3      | -                       |
| 1810 | 2      | Немає даних             |
| 1814 | 2      | Немає даних             |

У ролі крейсерського дні 44-гарматного корабля були полічені ще в 1793 році. По всьому виходило, що він повинен був повністю зникнути. Дійсно, вже в 1750-ті всі завдання цього класу взяли на себе 32 — і 36-гарматні фрегати. Але особливості війни з американськими колоністами відродили його в 1776. Пізні зразки 44-гарматного корабля мали 18-фунтові гармати на нижній палубі і значить, формально перевершували фрегати (в той час збройні 9 — і 12-фунтовими гарматами). А дводекова конструкція давала моральну перевагу «лінійного корабля в мініатюрі» і теоретично, перевага зосередженого вогню двох палуб.
Як і у всіх малих дводекових, їх ходові якості не могли змагатися з фрегатами, і як тільки Франція в 1778 році вступила у війну, отримали розвиток 18-фунтові фрегати у 36- та 38-гарматному варіанті. І хоча вони перевершували старі 44-гарматні кораблі практично у всьому, вони були дорогі. Старий тип зберіг на флоті могутніх прихильників. В результаті під час Американської революційної війни були замовлені двадцять сім 44-гарматних, і до 1793 року флот виявився при великій кількості відносно нових кораблів.
Але за цей час офіційна думка звернулася проти використання 44-гарматних для крейсерства. Впливовий контролер флоту, сер Чарльз Мідлтон знайшов їм вигіднішне застосування як транспорту. Він вважав, що стратегія морських десантів, прийнята в Англії, підривається повільною практикою найму та збору кораблів під транспорт, через що конвої з військами запізнюються і втрачається стратегічна раптовість. Рішення він бачив у групі обшитих міддю — і тому швидкохідних кораблів, що належать флоту і доступних за першою вимогою. Ідеальним для цієї ролі був 44-гарматний корабель. Застарілий як крейсер, він був все ж швидше більшості купців; два дека означали багато місця для військ та вантажів, але дозволяли і часткове озброєння, так що конвой не вимагав ескорту; він міг розміщувати в палубах плоскодонні десантні баркаси, і найголовніше, вже було досить значне число нових корпусів. На ділі в 1780-ті роки більшість з замовлених кораблів були ще на стапелях, і добудовувались вже як військові або вантажні транспорти під час так званого «Голландського озброєння».
Більшість з них служило в цій ролі, коли у 1793 почалася війна з Францією. Рідко коли колоніальна експедиція обходилася без колишнього 44-гарматного: Woolwich був транспортом у поході на Мартиніку у 1794; Ulysses і Argo при захопленні Менорки у 1798; Regulus перевозив війська у Вест-індських експедиціях 1790-1797 років, і під час вторгнення в Єгипет 1801 року; Serapis ходив в Суринам у 1804; і Ulysses на Мартиніку у 1808.
З тих же причин вони чудово підходили для ролі госпітальних. Так, Dolphin послідовно був госпітальним судном (1781), військовим (1800) і вантажним транспортом (1804).
Для подібних ролей вони озброювалися фр. en flûte — французький термін, що означає що встановлено неповне озброєння. Зазвичай це були двадцять довгоствольних 9-фунтових гармат на верхній палубі і чотири 6-фунтових на баку і шканцях, так що транспорти не були зовсім беззахисні. Наприклад, в 1799 транспорт Camel зі шлюпом HMS Rattlesnake біля мису Доброї надії відбили атаку французького 12-фунтового фрегата Preneuse. Більше того, оскільки переробки мало стосувалися корпусу, корабель легко можна було повернути до ролі бойового. Так, Regulus в 1798—1800 рр. використовувався для крейсерства в проміжках між перевезеннями військ.
Мало хто залишився в активній бойовій службі (див. таблицю), і зазвичай на віддалених і незначних станціях. HMS Diomede і HMS Resistance брали участь в інтенсивних сутичках в Індійському океані в початковий період Революційної війни, але в той час брак фрегатів змушував вводити в дію навіть старі 44-гарматні. Найактивнішим, ближче до батьківщини, виявився HMS Argo: за ним числиться взяття іспанського фрегата Santa Teresa в 1799 при Майорці. Він же був обраний для доставки в Англію хворого Сент-Вінсента після його відставки від командування Середземноморським флотом.

### 50-гарматний корабель

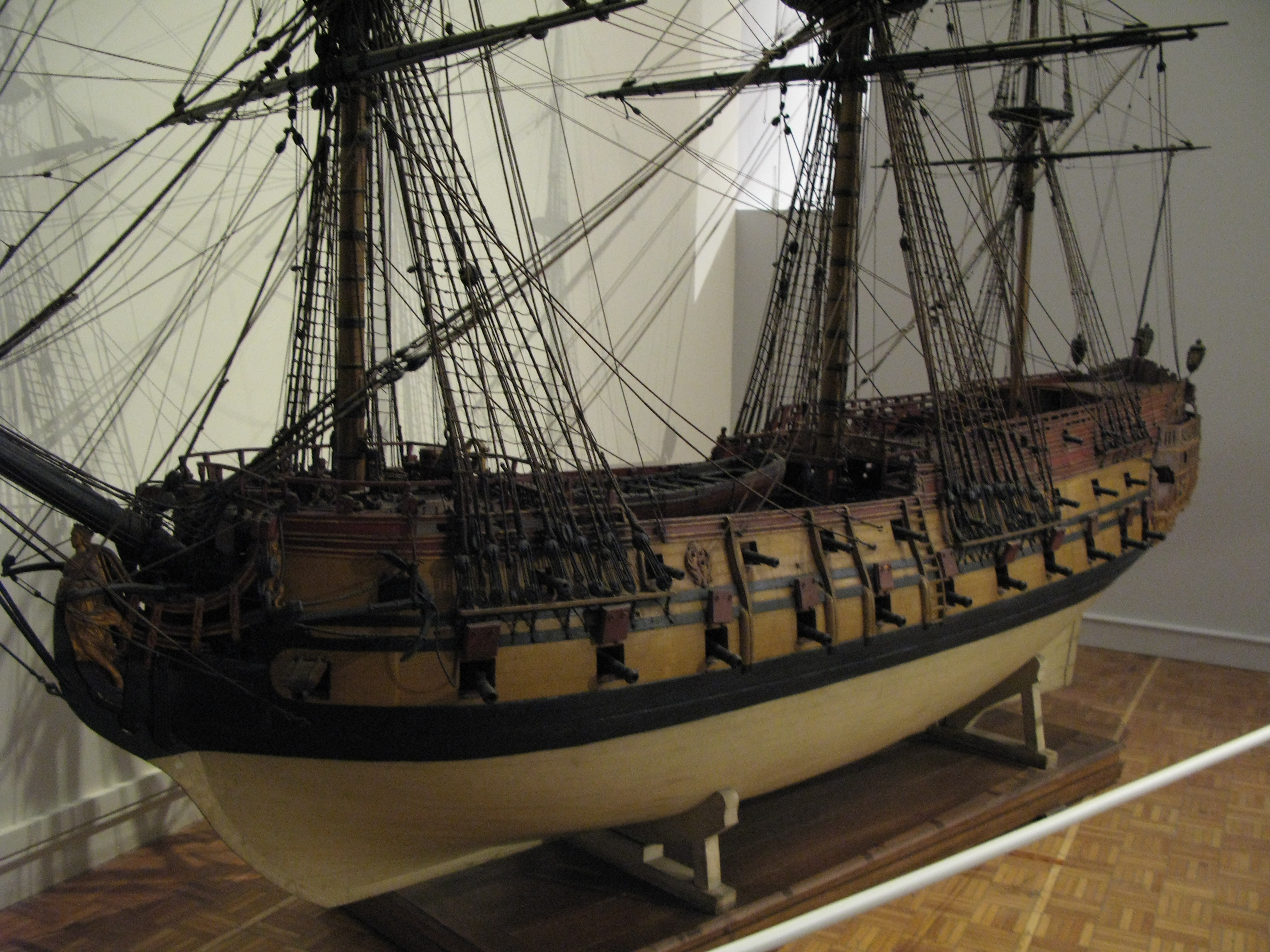
Модель 50-гарматного корабля

50-гарматний лінійний корабель був популярним типом всю першу половину XVIII століття. Він широко використовувався в Семирічній, а потім в Американській революційній війні. Цей тип вважався самим малим з кораблів, який можна поставити в лінію баталії. Згодом на нього почали дивитися як на непридатний до ескадреного бою.
| Рік  | У ладу | В ремонті або в резерві |
| ---- | ------ | ----------------------- |
| 1793 | 7      | 3                       |
| 1801 | 9      | Немає даних             |
| 1810 | 7      | 1                       |
| 1814 | 2      | Немає даних             |

Десь з 1760 року Франція виключила його зі свого лінійного флоту, але в менших морських державах, таких як Голландія та балтійські країни, він зберіг позиції.
Королівський флот, заклопотаний як завжди чисельністю своїх кораблів, вважав за необхідне продовжувати його будувати, хай і в малих кількостях. До 1793 більшість моряків вважали цей тип застарілим, і справді, багато з побудованих раніше перебудовувалися під допоміжні ролі, як військових або вантажних транспортів, де були корисні їх відносно просторі палуби. Тим не менш, три нових корабля були в будівлі до початку війни, а в 1810 був навіть замовлено новий проект.

#### Переваги
Адміралтейство тримало 50-гарматний корабель в ладу, за такі привабливі властивості як дешевизна, відносно мала команда, і при всьому цьому 24-фунтова головна батарея. Крім того, це був самий малий корабель, що мав кормові каюти на двох деках. Це вважалося абсолютним мінімумом, прийнятним для флагманського офіцера. Тому 50-гарматний зберігав скромну, але постійну роль: флагмана мирного часу на віддалених і маловажних станціях.

#### Недоліки
Найважливішим недоліком 50-гарматного типу була його застарілість: в 1780-ті він не міг без підтримки протистояти новітнім лінійним кораблям.

#### Роль і місце

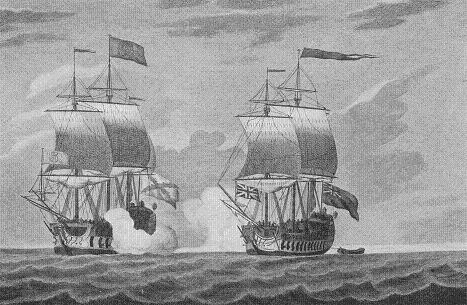
HMS Centurion (60) проти Cabadonza, 20 червня 1741

У 1792 році флагманами в Середземному морі, Північній Америці, на Ньюфаундленді, Підвітряних островах і Ямайці були 50-гарматні кораблі. Ще один був старшим біля африканського узбережжя. З початком війни вони залишилися флагманами на тих станціях, що були в стороні від бойових дій.
Навіть не маючи на борту флагмана, вони зазвичай виявлялися де-небудь подалі, наприклад на мисі Доброї надії або в Ост-Індії. Там вони представляли морську міць, але частіше їх повсякденною роботою була одноманітна охорона конвоїв. Для цього оборонного завдання їх 24-фунтові гармати і слабкі ходові якості не були перешкодою.
Однак, вони не були ідеальні в цій ролі: розташовані близько до води порти нижньої батареї означали, що їх не можна відкривати в свіжу погоду; це ставило їх у невигідні умови при зустрічі з агресивним фрегатом. У 1799 HMS Jupiter в районі Мису не зміг використовувати нижні гармати проти 12-фунтового фрегата Pomone, і той пішов з мінімальними пошкодженнями. А 18-фунтовий фрегат Cybele взяв верх над HMS Centurion у Маврикія в 1794. З іншого боку, в 1804 HMS Centurion уміло використовував свою малу осадку і тим тримав дистанцію в бою з 74-гарматних Marengo, уникнувши таким чином знищення.
Єдиний театр війни близько до батьківщини, на якому 50-гарматний корабель брав активну участь у боях, був у Північному морі. Голландський флот складався з кораблів в цілому менше і слабкіше, ніж ті, що протистояли йому: французький, іспанський або британський. За ним стежила британська Ескадра Північного моря, яка була попелюшкою серед інших, і складалася з малих та застарілих кораблів. HMS Leopard, HMS Isis і HMS Adamant входили в ескадру Дункана, і два останніх билися при Кампердауне, де голландці поставили в лінію чотири 50-гарматних кораблі. HMS Isis пізніше був і при Копенгагені.
Головною причиною, по якій вони особливо підходили для Північного моря, була мала осадка — середня близько 17 футів порівняно з 22 фт у «звичайних» 74-гарматних. Це було особливо важливо серед голландських банок і мілин. Маломірні судна десанту мали за спиною безпосередню підтримку лінійного корабля — куди ближче ніж зазвичай. Не дивно, що віце-адмірал Мітчелл обрав 50-гарматний HMS Isis своїм флагманом у 1799 для висадки в Голландії, незважаючи на присутність в ескадрі більш потужних кораблів.

## Інші країни

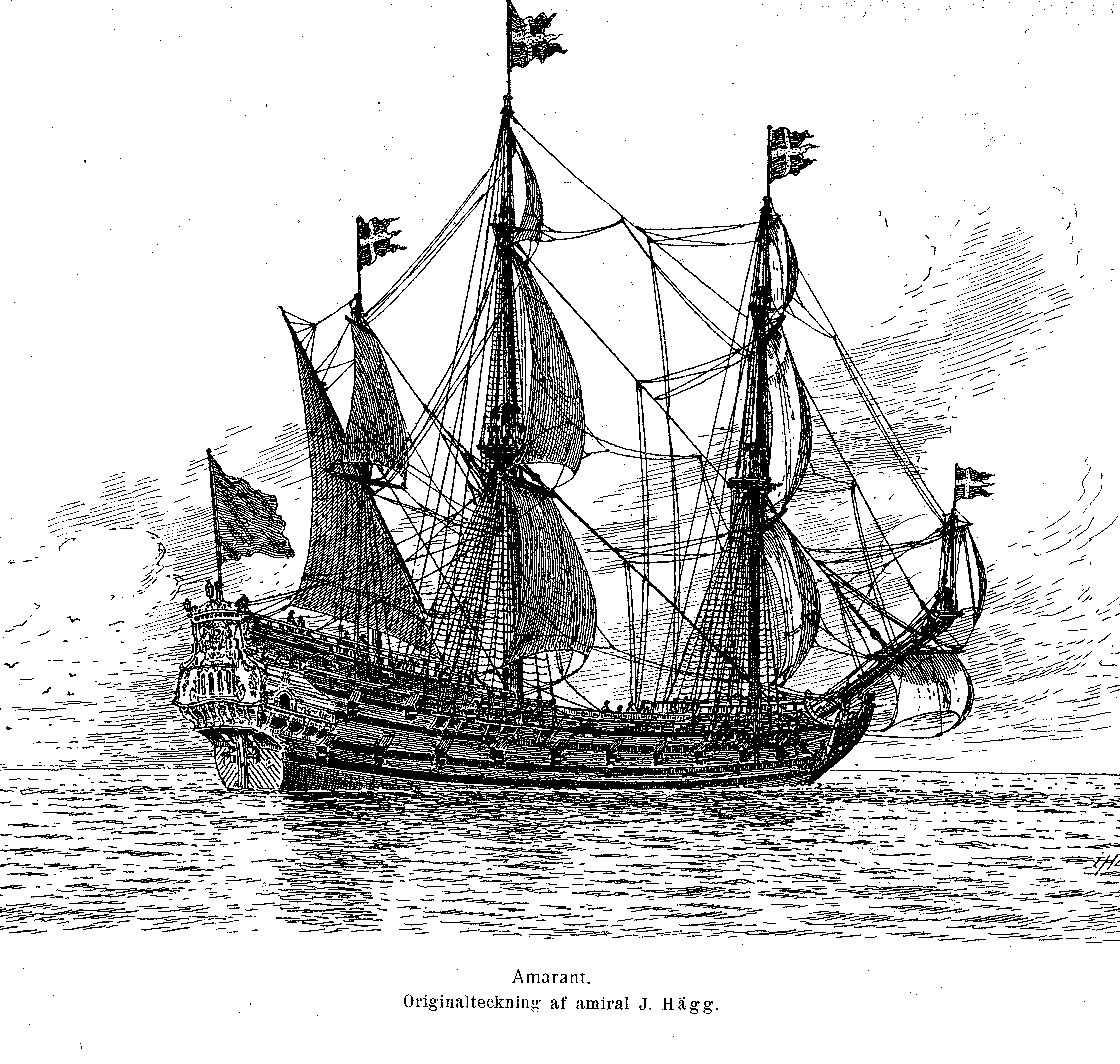
Шведський Amarant, 1654

Морські держави крім Англії і Франції підтримували 50 і 44-гарматні лінійні кораблі в строю досить довго, але частіше їх відносили до більш високих рангів, ніж четвертий. Найбільше число їх було в Голландії (пізніше Батавської республіки) і Данії, були вони також у Швеції, Росії, Португалії, Неаполя, Венеції, Туреччини.
Але в типовому випадку 4 ранг (де були) становили фрегати.